# Рекоаро Терме
Рекоа̀ро Тѐрме (на италиански: Recoaro Terme; на венециански: Recobör, Рекобьор) е градче и община в Северна Италия, провинция Виченца, регион Венето. Разположено е на 442 m надморска височина. Населението на общината е 6453 души (към 2015 г.).